# Seis Naciones Femenino 2004
El Seis Naciones Femenino 2004 fue la novena edición del principal torneo de rugby femenino europeo.

## Participantes
- Escocia
- España
- Francia
- Gales
- Inglaterra
- Irlanda

## Clasificación
| Pos. | País       | Partidos | Partidos | Partidos  | Partidos | Anotación | Anotación | Anotación  | Puntos |
| Pos. | País       | Jugados  | Ganados  | Empatados | Perdidos | A favor   | En contra | Diferencia | Puntos |
| ---- | ---------- | -------- | -------- | --------- | -------- | --------- | --------- | ---------- | ------ |
| 1    | Francia    | 5        | 5        | 0         | 0        | 97        | 29        | +68        | 10     |
| 2    | Inglaterra | 5        | 4        | 0         | 1        | 207       | 36        | +71        | 8      |
| 3    | España     | 5        | 3        | 0         | 2        | 29        | 114       | -85        | 6      |
| 4    | Escocia    | 5        | 2        | 0         | 3        | 71        | 52        | +19        | 4      |
| 5    | Gales      | 5        | 1        | 0         | 4        | 34        | 130       | -96        | 2      |
| 6    | Irlanda    | 5        | 0        | 0         | 5        | 35        | 112       | -77        | 0      |

## Resultados
| 14 de febrero | Gales | 10 - 30 | Escocia |  |  |

| 15 de febrero | Francia | 22 - 5 | Irlanda |  |  |

| 15 de febrero | España | 3 - 71 | Inglaterra |  |  |

| 21 de febrero | Francia | 24 - 0 | España |  |  |

| 21 de febrero | Irlanda | 13 - 14 | Gales |  |  |

| 21 de febrero | Escocia | 7 - 20 | Inglaterra |  |  |

| 6 de marzo | Inglaterra | 51 - 10 | Irlanda |  |  |

| 6 de marzo | España | 6 - 5 | Escocia |  |  |

| 7 de marzo | Gales | 0 - 22 | Francia |  |  |

| 20 de marzo | Inglaterra | 53 - 3 | Gales |  |  |

| 20 de marzo | Irlanda | 7 - 8 | España |  |  |

| 21 de marzo | Escocia | 12 - 16 | Francia |  |  |

| 27 de marzo | Francia | 13 - 12 | Inglaterra |  |  |

| 27 de marzo | Irlanda | 0 - 17 | Escocia |  |  |

| 27 de marzo | Gales | 7 - 12 | España |  |  |

| Bandera de Francia |
| Campeón Francia    |
| Segundo título     |